# Shangrao
Shangrao léase Shang-Ráo (en chino, 上饶市; pinyin, Shàngráo shì) es una ciudad-prefectura en la provincia de Jiangxi, República Popular China. Limita al norte con Jingdezhen, al sur con la provincia de Fujian, al oeste con Fujian y al este con Quzhou. Su área es de 22 791 km² y su población total para 2022 rozó los 6,5 millones de habitantes. 
En las áreas occidentales de la ciudad se habla el chino wu, mientras en la mayoría de las localidades se habla el chino gan.

## Administración
La ciudad-prefectura de Shangrao está conformada por 12 localidades que se administran en 3 distritos urbanos, 1 ciudad suburbana y 8 condados.
- Distrito Xinzhou 信州区
- Distrito Guangfeng  广丰区
- Distrito Guangxin 广信区
- Ciudad Dexing  德兴市
- Condado Hengfeng 上饶县
- Condado Yushan 玉山县
- Condado Yanshan  铅山县
- Condado Yiyang 弋阳县
- Condado Yugan 余干县
- Condado Poyang  鄱阳县
- Condado Wannian  万年县
- Condado Wuyuan  婺源县

## Toponimia
La zona donde hoy yace Shangrao se conocía anteriormente como Poyang, este nombre lo toma directamente del Lago Poyang. Durante la dinastía Sui (589), Poyang pasó a llamarse Raozhou formado por los sinogramas Rao que significa riqueza/abundancia y Zhou que era un tipo de administración antiguo en China. 
En 1949 aparece la Región especial de Shang'Rao, en este caso vemos que a Rao se le agregó un superlativo como prefijo Shang, shang significa superior/excelente/lo máximo, por lo que Shangrao significa "excelente riqueza" o "la más rica".

## Historia
Shangrao es una región densamente poblada desde la Antigüedad. Ya en el Neolítico había actividad de producción humana con antiguas escrituras de sellos que registraban el control del agua durante las eras Yao y Shun.
Durante la dinastía Qin (221 a. C. - 207 a. C.), Qin unificó los seis estados y estableció 36 comandancias, la actual ciudad de Shangrao pertenecía principalmente la Comandancia Jiujiang (九江郡).
En el decimoquinto año de Jian'an (210 AD) de la dinastía Han, se estableció la Comandancia Poyang (鄱阳郡), creando el sistema administrativo de comandancia dentro del territorio. 
En el noveno año del reinado del emperador Kaihuang en la dinastía Sui (589), la Comandancia Poyang pasó a llamarse Gobernación Rao (饶州 Raozhou 'rica'), pero en el tercer año de Daye en la dinastía Sui (607), la Comandancia Poyang fue restaurada.
En el segundo año de Hongwu en la dinastía Ming (1369), la Gobernación Rao fue restaurada de la Comandancia Poyang. 
En el primer año de la República de China (1912), se abolió la Gobernación Rao, y los condados bajo su jurisdicción quedaron directamente bajo la provincia de Jiangxi.
En 1949, se estableció la Región especial de Shangrao (上饶专区) siendo su asiento el Condado Shangrao (上饶县). En 1970 la región especial fue abolida y remplazada por la Prefectura Shangrao (上饶地区).
En octubre de 2000, la Prefectura Shangrao se niveló a Ciudad-prefectura de Shangrao, y su núcleo urbano original antes conocido como Poyang/Raozhou/Rao es el actual Distrito Xinzhou (信州区).

## Clima
El clima de la ciudad de Shangrao es cálido y húmedo, perteneciente al clima subtropical húmedo. La temperatura media anual oscila entre 16,7 °C y 18,3 °C, el promedio anual de horas de sol oscila entre 1781 y 2098 horas y el período medio anual libre de heladas oscila entre 251 y 274 días. Gracias al clima cálido, hay suficiente luz solar, abundan las lluvias y los largos períodos sin heladas, permiten los cultivos crecen de forma más exuberante. 
| Parámetros climáticos promedio de Shangrao (1991–2020 normal, extremos 1981–2010) | Parámetros climáticos promedio de Shangrao (1991–2020 normal, extremos 1981–2010) | Parámetros climáticos promedio de Shangrao (1991–2020 normal, extremos 1981–2010) | Parámetros climáticos promedio de Shangrao (1991–2020 normal, extremos 1981–2010) | Parámetros climáticos promedio de Shangrao (1991–2020 normal, extremos 1981–2010) | Parámetros climáticos promedio de Shangrao (1991–2020 normal, extremos 1981–2010) | Parámetros climáticos promedio de Shangrao (1991–2020 normal, extremos 1981–2010) | Parámetros climáticos promedio de Shangrao (1991–2020 normal, extremos 1981–2010) | Parámetros climáticos promedio de Shangrao (1991–2020 normal, extremos 1981–2010) | Parámetros climáticos promedio de Shangrao (1991–2020 normal, extremos 1981–2010) | Parámetros climáticos promedio de Shangrao (1991–2020 normal, extremos 1981–2010) | Parámetros climáticos promedio de Shangrao (1991–2020 normal, extremos 1981–2010) | Parámetros climáticos promedio de Shangrao (1991–2020 normal, extremos 1981–2010) | Parámetros climáticos promedio de Shangrao (1991–2020 normal, extremos 1981–2010) |
| Mes                                                                               | Ene.                                                                              | Feb.                                                                              | Mar.                                                                              | Abr.                                                                              | May.                                                                              | Jun.                                                                              | Jul.                                                                              | Ago.                                                                              | Sep.                                                                              | Oct.                                                                              | Nov.                                                                              | Dic.                                                                              | Anual                                                                             |
| --------------------------------------------------------------------------------- | --------------------------------------------------------------------------------- | --------------------------------------------------------------------------------- | --------------------------------------------------------------------------------- | --------------------------------------------------------------------------------- | --------------------------------------------------------------------------------- | --------------------------------------------------------------------------------- | --------------------------------------------------------------------------------- | --------------------------------------------------------------------------------- | --------------------------------------------------------------------------------- | --------------------------------------------------------------------------------- | --------------------------------------------------------------------------------- | --------------------------------------------------------------------------------- | --------------------------------------------------------------------------------- |
| Temp. máx. abs. (°C)                                                              | 26.1                                                                              | 29.2                                                                              | 34.2                                                                              | 35.9                                                                              | 36.7                                                                              | 39.0                                                                              | 42.0                                                                              | 41.6                                                                              | 39.0                                                                              | 37.4                                                                              | 32.4                                                                              | 25.4                                                                              | '                                                                                 |
| Temp. máx. media (°C)                                                             | 10.6                                                                              | 13.4                                                                              | 17.3                                                                              | 23.5                                                                              | 27.8                                                                              | 30.0                                                                              | 34.4                                                                              | 34.2                                                                              | 30.7                                                                              | 25.7                                                                              | 19.6                                                                              | 13.4                                                                              | 23.4                                                                              |
| Temp. media (°C)                                                                  | 6.3                                                                               | 8.6                                                                               | 12.3                                                                              | 17.9                                                                              | 22.6                                                                              | 25.3                                                                              | 29.0                                                                              | 28.6                                                                              | 25.3                                                                              | 20.1                                                                              | 14.2                                                                              | 8.4                                                                               | 18.2                                                                              |
| Temp. mín. media (°C)                                                             | 3.3                                                                               | 5.3                                                                               | 8.7                                                                               | 14.0                                                                              | 18.7                                                                              | 21.9                                                                              | 24.8                                                                              | 24.6                                                                              | 21.3                                                                              | 15.9                                                                              | 10.3                                                                              | 4.8                                                                               | 14.5                                                                              |
| Temp. mín. abs. (°C)                                                              | -5.4                                                                              | -4.4                                                                              | -2.5                                                                              | 5.3                                                                               | 10.6                                                                              | 15.2                                                                              | 20.6                                                                              | 20.0                                                                              | 14.4                                                                              | 3.8                                                                               | 0.1                                                                               | -5.4                                                                              | '                                                                                 |
| Precipitación total (mm)                                                          | 95.5                                                                              | 115.0                                                                             | 222.1                                                                             | 245.5                                                                             | 240.4                                                                             | 393.6                                                                             | 161.3                                                                             | 113.3                                                                             | 82.8                                                                              | 51.1                                                                              | 101.6                                                                             | 78.3                                                                              | 1900.5                                                                            |
| Días de precipitaciones (≥ 0.1 mm)                                                | 14.3                                                                              | 14.0                                                                              | 18.6                                                                              | 17.3                                                                              | 16.7                                                                              | 18.2                                                                              | 11.7                                                                              | 12.3                                                                              | 9.2                                                                               | 7.9                                                                               | 10.1                                                                              | 10.8                                                                              | 161.1                                                                             |
| Días de nevadas (≥ 1 mm)                                                          | 2.4                                                                               | 1.4                                                                               | 0.3                                                                               | 0                                                                                 | 0                                                                                 | 0                                                                                 | 0                                                                                 | 0                                                                                 | 0                                                                                 | 0                                                                                 | 0                                                                                 | 0.8                                                                               | 4.9                                                                               |
| Horas de sol                                                                      | 86.8                                                                              | 87.7                                                                              | 99.1                                                                              | 121.2                                                                             | 143.1                                                                             | 130.4                                                                             | 229.5                                                                             | 215.5                                                                             | 181.1                                                                             | 167.4                                                                             | 132.3                                                                             | 120.9                                                                             | 1715                                                                              |
| Humedad relativa (%)                                                              | 79                                                                                | 78                                                                                | 79                                                                                | 78                                                                                | 78                                                                                | 83                                                                                | 76                                                                                | 76                                                                                | 75                                                                                | 73                                                                                | 77                                                                                | 76                                                                                | 77.3                                                                              |
| Fuente: Administración Meteorológica de China                                     |                                                                                   |                                                                                   |                                                                                   |                                                                                   |                                                                                   |                                                                                   |                                                                                   |                                                                                   |                                                                                   |                                                                                   |                                                                                   |                                                                                   |                                                                                   |